# Буковский, Анатолий Сергеевич
Анато́лий Серге́евич Буко́вский (17 ноября 1925, Балашов, Саратовская область, РСФСР, СССР — 19 сентября 2006, Киев, Украина) — советский и украинский кинорежиссёр и сценарист. Заслуженный деятель искусств Украинской ССР (1983).

## Биография
Анатолий Буковский родился 17 ноября в Балашове Саратовской области. В 1949 году окончил студию при Саратовском драматическом театре имени К. Маркса, в 1959 году — режиссёрский факультет КГИТИ имени И. К. Карпенко-Карого.
Участник Великой Отечественной войны, гвардии лейтенант, командир взвода разведки штабной батареи 188 гвардейского артполка 85 гвардейской стрелковой Рижской дивизии, отличился в боях, был ранен.
Награждён орденом Красной звезды.
С 1958 года был вторым режиссёром киностудии имени А. Довженко в группах Мечиславы Маевской, Владимира Денисенко, Исаака Шмарука и других режиссёров. Кроме этого, также работал актёром в саратовских, тбилисских и душанбинских театрах. Член КПСС с 1960 года. Член Союза кинематографистов Украины с 1969.
Автор и соавтор сценариев некоторых собственных фильмов.
Умер 19 сентября 2006 года в Киеве.

## Семья
- Жена: Нина Васильевна Антонова (р. 1935) — советская и украинская актриса, Заслуженная артистка УССР (1980).
- Сын: Сергей Буковский (р. 1960)  — украинский режиссёр документального кино, Народный артист Украины (2008).
- Внучка: Анастасия Буковская (р. 1979)  — украинский режиссёр и продюсер.

## Фильмография

### Режиссёр
- 1962 — Среди добрых людей
- 1964 — Сумка, полная сердец
- 1967 — Бурьян
- 1969 — Варькина земля
- 1971 — Лада из страны берендеев
- 1972 — Здесь нам жить
- 1976 — Небо-земля-небо
- 1978 — Подпольный обком действует
- 1980 — Визит в Ковалёвку
- 1980 — Пора летних гроз
- 1983 — Провал операции «Большая Медведица»
- 1984 — Володькина жизнь
- 1987 — Возвращение
- 1991 — Личное оружие

### Сценарист
- 1976 — Небо-земля-небо
- 1980 — Визит в Ковалёвку
- 1983 — Провал операции «Большая Медведица»
- 1984 — Володькина жизнь
- 1991 — Личное оружие